# Cahuapana (jezična porodica)
Cahuapanan.- Porodica indijanskih jezika iz peruanskog departmana Loreto. Porodica dobiva ime po plemenu Cahuapana ili Kawapana, koje je obitavalo uz rijeku Cahuapanas, kasnije i u gradu Moyobamba. Ostali predstavnici porodice pripadaju skupini poznatoj pod imenom Jeberoan, a zastupaju ih: Chayahuita na río Sinay i río Paranapura, odnosno u distriktima Balsapuerto, Jeberos i Cahuapanas.  Godine 1977. jezikom chayahuita govorilo je 6,000 pripadnika ovog plemena. Drugo značajno pleme su Jebero, Chebero ili Xebero, također u departmanu Loreto. Uriarte (1976.) daje podatak od 3,500 govornika. Druge manje Jeberoan grupe su Ataguate i Yamorai. 
Joseph H. Greenberg (1987) povezuje ju sa zaparo jezicima u andsku porodicu kahuapana-zaparo. Charles A. Zisa (1970) andsku porodicu cahuapana dijeli na cheberoan i cahuapanan

## Jezici
Obuhvaća (2) jezika:  chayahuita [cbt] (Peru), 11.400 (2000); jebero [jeb] (Peru), 2,500 (2006)

## Vanjske poveznice
- Cahuapanan (14th)
- Cahuapanan (15th)
- The Cahuapanan Subgroup[neaktivna poveznica]
- Macro-Andean Cluster: Kaufman 2007[neaktivna poveznica]
- Amerind: Greenberg 1987
- Cahuapanan: Ethnologue 2005[neaktivna poveznica]